# Doug Hutchison
Doug Hutchison, född 26 maj 1960 i Dover, Delaware, är en amerikansk skådespelare.
Hutchison har bland annat medverkat i filmerna Den gröna milen (1999), Batman & Robin (1997) och Con Air (1997). Han har också gästspelat i flera TV-serier.

## Personligt
Hutchison gifte sig 2011 med den 34 år yngre Courtney Stodden. Han var då 51 och hon 16 år.

## Filmografi
- 1988 - Fresh Horses (TV-titel För dina röda läppars skull) - Sproles
- 1992 - Gräsklipparmannen - Security Tech
- 1996 - X Files "Tooms - Eugene Victor Tooms (TV-serie)
- 1994 - Ensamma hemma - Loren (TV-serie)
- 1995 - Slaget om Tellus - Elroy-El (TV-serie)
- 1996 - Juryn - A Time To Kill - Pete Willard
- 1997 - Batman & Robin - Golum
- 1997 - Con Air - Donald
- 1999 - Den gröna milen - Percy Wetmore
- 2000 - Shaft - Plane Door Opener
- 2001 - Advokaterna - Elroy-El (TV-serie)
- 2001 - I Am Sam - Ifty
- 2002 - CSI: Crime Scene Investigation - Nigel Crane (TV-serie)
- 2002 - No Good Deed - Goes Unpunished - Hoop
- 2004 - CSI: Miami - Dale Stahl (TV-serie)
- 2004 - Law & Order: Special Victims Unit - Humphrey Becker (TV-serie)
- 2005 - Guiding Light - Humphrey Becker (TV-serie)
- 2007 - 2009 - Lost - Horace Goodspeed (TV-serie)
- 2008 - Punisher: War Zone - James "Looney Bin Jim" Russotti
- 2010 - 24 - Davros
- 2011 - Lie to Me - Lane Bradley